# Odontolakis brunneri
Odontolakis brunneri är en insektsart som beskrevs av Brongniart 1897. Odontolakis brunneri ingår i släktet Odontolakis och familjen vårtbitare. Inga underarter finns listade i Catalogue of Life.